# The Myths and Legends of King Arthur and the Knights of the Round Table
The Myths and Legends of King Arthur and the Knights of the Round Table è  il quarto album in studio di Rick Wakeman pubblicato nel 1975.

## Il disco
Liberamente ispirato alle leggende arturiane, questo album rappresenta forse meglio di qualunque altro l'approccio musicale di Wakeman, con i pregi e i difetti che accompagnano tutta la sua carriera. I suoni pieni e spesso pomposi delle tastiere, tra virtuosismo e ricerca sonora, si alternano a momenti lirici, sottolineati dal piano e nei quali si apprezza la sensibilità del musicista. Magniloquente quanto si vuole, Wakeman dimostra, qui come altrove, doti non sempre riconosciute di autoironia e qualità di compositore maturo e prolifico.
L'album si apre con l'epico brano Arthur, che ricostruisce l'episodio dell'estrazione della spada dalla roccia da parte del giovane Re Artù. Le successive Lady Of The Lake e Guinevere tratteggiano due personaggi femminili fondamentali nella saga arturiana: Viviana e Ginevra, con accenti delicati. Più movimentata la canzone dedicata a Lancillotto: Sir Lancelot And The Black Knight, dove si riprende il tema del duello tra cavalieri. Merlin The Magician ricrea il mistero del Mago Merlino tra il serio e il faceto, mentre Sir Galahad si colora dei toni mistici ed epici che tornano nella conclusiva e suggestiva The Last Battle, dove si narra la morte (o presunta morte) di re Artù e la sua traslazione nella misteriosa isola di Avalon.

## Tracce
1. Arthur – 7:24
2. Lady Of The Lake – 0:44
3. Guinevere – 6:30
4. Sir Lancelot And The Black Knight – 5:18
5. Merlin The Magician – 7:49
6. Sir Galahad – 6:54
7. The Last Battle – 8:19

## Musicisti
- Ashley Holt, Gary Pickford-Hopkins - Voce
- Jeffrey Crampton - Chitarra
- Roger Newell - Basso
- John Hodson - Percussioni
- Wil Malone - Arrangiamenti orchestrali
- David Measham - Direzione d'orchestra e coro
- The English Chamber Choir